# 庄原赤十字病院
庄原赤十字病院（しょうばらせきじゅうじびょういん）は、広島県庄原市にある医療機関である。日本赤十字社広島県支部が設置する病院である。庄原市と三次市で構成される備北二次保健医療圏の中核病院の一つであり、広島県災害拠点病院に指定されている。

## 沿革
- 1925年2月11日 組合立庄原病院として開院。
- 1943年7月1日 日本赤十字社へ移管し、日本赤十字社広島支部庄原療院へ改称。
- 1949年4月1日 庄原赤十字病院へ改称。

## 診療科
- 内科
- 循環器科
- 小児科
- 外科
- 整形外科
- 脳神経外科
- 皮膚科
- 泌尿器科
- 婦人科
- 眼科
- 耳鼻咽喉科
- 麻酔科

診療協働部門
- 看護部
- 薬剤部
- 臨床検査部
- 放射線科
- 栄養課
- 臨床工学技術課
- リハビリテーション科
- 中央診療部門

## 医療機関の指定等
- 結核指定医療機関
- 身体障害者福祉法による更生指定医療機関
- 保険医療機関
- 児童福祉法に基づく養育医療指定医療機関
- 被爆者一般疾病指定医療機関
- 生活保護法による指定医療機関
- 労働災害保険指定医療機関
- 小児特定疾患および特定疾患指定医療機関
- 公害健康被害の補償等に関する法律等による指定医療機関
- 二次救急指定病院
- 優生保護法による指定医療機関
- 戦傷病者特別援護法による指定医療機関
- 母子保健法による指定医療機関
- 育成医療指定病院
- 被爆者医療指定医療機関
- 毒ガス障害者に対する救済措置要綱に基づく医療の実施医療機関
- 広島県エイズ受療協力医療機関
- 地域災害拠点病院（地域災害医療センター）
- 介護療養型医療施設指定
- 小児救急医療支援病院指定
- 労災保険二次検診等給付医療機関指定
- へき地医療拠点病院指定
- SARS外来協力医療機関指定

## 交通アクセス
- JR西日本 芸備線・備後庄原駅より徒歩約15分程度、タクシーで約5分程度。